# Kablammo!
Kablammo! è il sesto album in studio del gruppo rock nordirlandese Ash, pubblicato nel 2015.

## Tracce
1. Cocoon – 2:27
2. Let’s Ride – 2:51
3. Machinery – 3:58
4. Free – 3:57
5. Go! Fight! Win! – 3:58
6. Moondust – 4:04
7. Evel Knievel – 1:45
8. Hedonism – 3:39
9. Dispatch – 3:55
10. Shutdown – 2:19
11. For Eternity – 4:10
12. Bring Back the Summer – 2:46

## Formazione
- Tim Wheeler – voce, chitarre, piano, tastiere
- Mark Hamilton – basso
- Rick McMurray – batteria, percussioni